# 夏爾·迪皮伊
夏尔-亚历山大·迪皮伊（法語：[ʃaʁl dypɥi];1851年11月5日—1923年7月23日）， 法國政治家。在德雷福斯案件時期執政，對於長期爭執造成的政治與社會緊張局面帶來的危機未能妥善處理。三次出任法国总理。

## 生平
迪皮伊出生于奥弗涅上卢瓦尔省勒皮，他的父亲是一个小官吏。迪皮伊曾担任一段时间哲学教授，后被任命为督学。1885年他当选为众议员，属于朱尔·费里的温和共和派。1892年12月至1893年4月任教育部长；1893年4月组阁，但在11月底辞职。12月5日被选为众议院议长。1894年5月任总理兼内政部长，他的内阁一直持续至1895年1月。1898年11月德雷福斯案提交最高上诉法院后，他组织了一个共和派集中的政府，1899年6月12日辞职。1900年6月当选为上卢瓦尔省参议员，任职至1923年去世。